# Mira Kubasińska

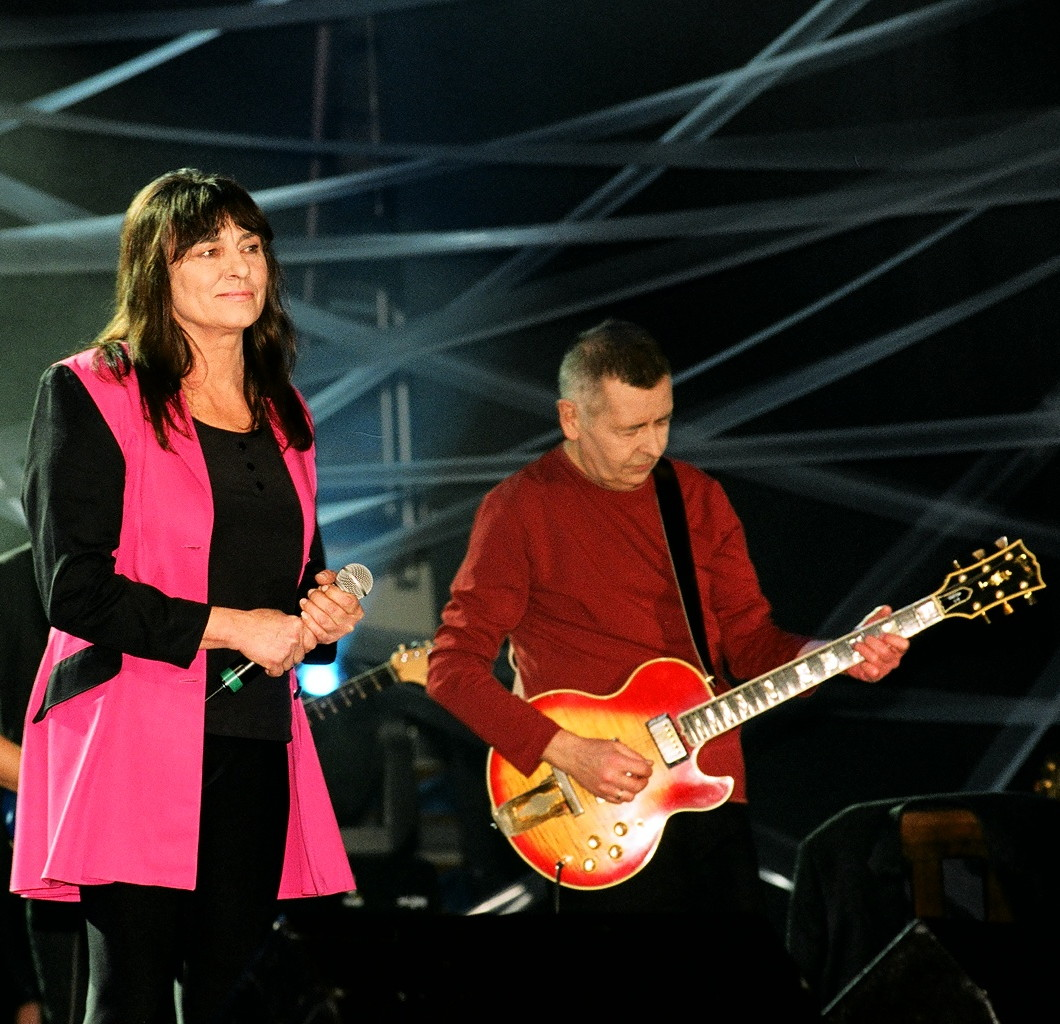
Mira a Tadeusz

Mira Kubasińska, provdaná Marianna Nalepa (8. září 1944 Bodzechow – 25. října 2005 Otwock) byla polská zpěvačka, která zpívala s bluesovou rockovou kapelou Breakout.

## Životopis
Studovala a rozvíjela svůj hudební talent v Ostrowiec Świętokrzyski mimo jiné v pěvecké a taneční kapele působící v Obecním domě kultury. Před širším publikem debutovala ve věku 8 let a získala jednu z edic programů "Mikrofon pro všechny". Vystupovala v kabaretu Porfirion v Rzeszowě. V roce 1963 společně s Tadeuszem Nalepou vystoupila na druhém festivalu mladých talentů ve Štětíně. Získala slávu během vystoupení s kapelou Blackout (od roku 1965), poté se přestěhovala do skupiny Breakout. Její největší a nejznámější hity pocházejí z prvního alba skupiny Breakout, nazvaného Na druhé straně duhy. Byly to: Na drugim brzegu tęczy, Poszłabym za tobą, Gdybyś kochał, hej. Jako zpěvačka se také podílela na nahrávání alb 70a, Mira, Ogień, NOL, Żagiel Ziemi, ZOL.
Poté, co byla skupina rozpuštěna v roce 1982, Kubasińska odešla z jeviště a občas se objevila na nezapomenutelných hudebních akcích, jako například Old Rock Meeting v Forest Opera v letech 1986 a 1987. Od roku 1994 neustále spolupracovala se skupinou After Blues ze Štětína. Zpočátku hrávala s kapelou nové verze svých starých písní z období Breakout, později začala zpívat nové kompozice. V devadesátých letech a na začátku 21. století také koncertovala s takovými kapelami jako Kasa Chorych, K.G. Band a Bluesquad.
22. října 2005 v cca. 11.00 umělkyně odešla do nemocnice. Po třech dnech, 25. října v cca. 18 hodin, zemřela na mrtvici. Její poslední koncert se konal 15. října 2005 na Bluesadzie v Szczecinie. Nedlouho před svou smrtí začala pracovat na sólovém albu, které mělo být oficiálním návratem na hudební scénu. Byla pohřbena na hřbitově v Otwocku.

## Osobní život
Mira Kubasińska byla první manželkou Tadeusze Nalepy, spoluzakladatele skupin Blackout a Breakout. Vzali se 9. ledna 1964 ve Wałbrzychu, jejich syn je kytarista Piotr Nalepa. Po 20 letech v druhém svazku měla syna Konrada Koczyka.

## Diskografie

### Alba
- 70a [2]
- Mira [3]
- Ogień [4]
- NOL [5]
- Żagiel Ziemi [6]
- ZOL [7]